# Soliskowe Oko
Soliskowe Oko (słow. Soliskové oko) – mały stawek położony na wysokości ok. 2100 m n.p.m. w Dolinie Furkotnej, w słowackich Tatrach Wysokich. Jego wymiary to ok. 15 × 8 m i głębokość ok. 1 m.
Soliskowe Oko znajduje się pomiędzy Wyżnim i Niżnim Wielkim Furkotnym Stawem, nieco na północ od Soliskowego Stawku. W jego pobliżu, spod złomów Doliny Furkotnej, po raz pierwszy wyłania się Furkotny Potok. Do Soliskowego Oka nie prowadzą żadne znakowane szlaki turystyczne.